# Feliciano López Díaz-Guerra
Feliciano López Díaz-Guerra (Toledo, 29 de setembre de 1981) és un tennista espanyol. Ha aconseguit guanyar sis títols individuals en el circuit ATP i altres tres més dobles. Malgrat la quantitat reduïda de títols, un dels títols de dobles és el Roland Garros (2016) amb el català Marc López. Amb el valencià David Ferrer es va quedar a les portes de la medalla olímpica en perdre la final de consolació de dobles als Jocs Olímpics de Londres 2012.
Actualment és el tennista de l'Era Open que porta disputades més edicions de torneigs de Grand Slam consecutives des del Roland Garros 2002, amb un total de 56. Ha format part de l'equip espanyol de Copa Davis en moltes edicions, i ha format part de l'equip que ha guanyat els quatre primers títols del seu país (2004, 2008, 2009 i 2011).

## Biografia
Nascut a Toledo, és fill de Feliciano i Belén. La seva família es va traslladar a Melilla quan tenia dos anys i allà va passar gran part de la seva infància. Amb cinc anys li van regalar la primera raqueta de tennis i, junt al seu germà Víctor van començar a aprendre a jugar en mans del seu pare. Malgrat que també li agradava jugar a futbol i començava a destacar en la natació, va decidir centrar-se en el tennis perquè era l'esport que més li agradava.
Als dotze anys es va traslladar a Madrid amb la seva família i va començar a entrenar en la Federació espanyola de tennis amb el seu germà, guanyant diversos títols en categoria aleví. Va seguir una progressió positiva i amb catorze anys va guanyar el campionat d'Espanya en categoria infantil. A partir d'aquí va entrar a formar part de l'equip nacional i es va haver de separar de la seva família per entrenar al Centre d'Alt Rendiment de Sant Cugat del Vallès per estar a les ordres de Juan Avendaño. També es va proclamar campió del campionat d'Espanya en categoria cadet. Degut a diverses lesions es va frenar la seva progressió i el salt posterior al professionalisme. Finalment va abandonar el CAR amb dinou anys i va començar a entrenar amb Francis Roig. A poc a poc va escalar en el rànquing individual tenint a Francisco Clavet com a entrenador, i posteriorment a Alberto Berasategui.
Es va casar amb la model i presentadora Alba Carrillo el 17 de juliol de 2015, la qual tenia un fill amb l'ex-pilot Fonsi Nieto. El matrimoni va durar menys d'una any, ja que al juny de 2016, López va presentar una demanda de divorci.

## Torneigs de Grand Slam

### Dobles masculins: 2 (1−1)
| Resultat  | Núm. | Any  | Torneig       | Parella    | Oponents                      | Marcador         |
| --------- | ---- | ---- | ------------- | ---------- | ----------------------------- | ---------------- |
| Guanyador | 1.   | 2016 | Roland Garros | Marc López | Bob Bryan Mike Bryan          | 6−4, 6−7(6), 6−3 |
| Finalista | 1.   | 2017 | US Open       | Marc López | Jean-Julien Rojer Horia Tecau | 4−6, 3−6         |

## Palmarès

### Individual: 18 (7−11)
| Llegenda (pre/post 2009)                                 |
| -------------------------------------------------------- |
| Grand Slams (0−0)                                        |
| Tennis Masters Cup / ATP Finals (0−0)                    |
| ATP Masters Series / ATP World Tour Masters 1000 (0−0)   |
| ATP International Series Gold / ATP World Tour 500 (3−3) |
| ATP International Series / ATP World Tour 250 (4−8)      |

| Títols per superfície |
| --------------------- |
| Dura (2−6)            |
| Gespa (4−2)           |
| Terra batuda (1−3)    |

| Resultat  | Núm. | Data                 | Torneig                    | Superfície   | Oponent                | Marcador                 |
| --------- | ---- | -------------------- | -------------------------- | ------------ | ---------------------- | ------------------------ |
| Finalista | 1.   | 1 de març de 2004    | Dubai, Emirats Àrabs Units | Dura         | Roger Federer          | 6−4, 1−6, 2−6            |
| Guanyador | 1.   | 11 d'octubre de 2004 | Viena, Àustria             | Dura (i)     | Guillermo Cañas        | 6−4, 1−6, 7−5, 3−6, 7−5  |
| Finalista | 2.   | 21 d'agost de 2005   | New Haven, Estats Units    | Dura         | James Blake            | 6−3, 5−7, 1−6            |
| Finalista | 3.   | 10 de juliol de 2006 | Gstaad, Suïssa             | Terra batuda | Richard Gasquet        | 6−7(4), 7−6(3), 3−6, 3−6 |
| Finalista | 4.   | 3 de març de 2008    | Dubai (2)                  | Dura         | Andy Roddick           | 7−6(8), 4−6, 2−6         |
| Guanyador | 2.   | 6 de febrer de 2010  | Johannesburg, Sud-àfrica   | Dura         | Stéphane Robert        | 7−5, 6−1                 |
| Finalista | 5.   | 25 d'abril de 2011   | Belgrad, Sèrbia            | Terra batuda | Novak Đoković          | 6−7(4), 2−6              |
| Finalista | 6.   | 24 de febrer de 2013 | Memphis, Estats Units      | Dura (i)     | Kei Nishikori          | 2−6, 3−6                 |
| Guanyador | 3.   | 22 de juny de 2013   | Eastbourne, Regne Unit     | Gespa        | Gilles Simon           | 7−6(2), 6−7(7), 6−0      |
| Finalista | 7.   | 15 de juny de 2014   | Londres, Regne Unit        | Gespa        | Grigor Dimitrov        | 7−6(8), 6−7(1), 6−7(6)   |
| Guanyador | 4.   | 21 de juny de 2014   | Eastbourne (2)             | Gespa        | Richard Gasquet        | 6−3, 6−7(5), 7−5         |
| Finalista | 8.   | 8 de febrer de 2015  | Quito, Equador             | Terra batuda | Víctor Estrella Burgos | 2−6, 7−6(5), 6−7(5)      |
| Finalista | 9.   | 4 d'octubre de 2015  | Kuala Lumpur, Tailàndia    | Dura (i)     | David Ferrer           | 5−7, 5−7                 |
| Guanyador | 5.   | 24 de juliol de 2016 | Gstaad                     | Terra batuda | Robin Haase            | 6−4, 7−5                 |
| Finalista | 10.  | 13 d'agost de 2016   | Los Cabos, Mèxic           | Dura         | Ivo Karlović           | 6−7(5), 4−6              |
| Finalista | 11.  | 18 de juny de 2017   | Stuttgart, Alemanya        | Gespa        | Lucas Pouille          | 4−6, 7−6(5), 6−4         |
| Guanyador | 6.   | 25 de juny de 2017   | Londres                    | Gespa        | Marin Čilić            | 4−6, 7−6(2), 7−6(8)      |
| Guanyador | 7.   | 23 de juny de 2019   | Londres (2)                | Gespa        | Gilles Simon           | 6−2, 6−7(4), 7−6(2)      |

### Dobles masculins: 17 (6−11)
| Llegenda (pre/post 2009)                                 |
| -------------------------------------------------------- |
| Grand Slams (1−1)                                        |
| Tennis Masters Cup / ATP Finals (0−0)                    |
| ATP Masters Series / ATP World Tour Masters 1000 (0−2)   |
| ATP International Series Gold / ATP World Tour 500 (3−5) |
| ATP International Series / ATP World Tour 250 (2−3)      |

| Títols per superfície |
| --------------------- |
| Dura (3−6)            |
| Gespa (1−0)           |
| Terra batuda (2−5)    |

| Resultat  | Núm. | Data                  | Torneig                    | Superfície   | Parella            | Oponents                               | Marcador            |
| --------- | ---- | --------------------- | -------------------------- | ------------ | ------------------ | -------------------------------------- | ------------------- |
| Finalista | 1.   | 7 de maig de 2001     | Mallorca, Espanya          | Terra batuda | Francisco Roig     | Donald Johnson Jared Palmer            | 5−7, 3−6            |
| Finalista | 2.   | 19 de maig de 2004    | València (2)               | Terra batuda | Marc López         | Gastón Etlis Martín Rodríguez          | 5−7, 6−7(5)         |
| Guanyador | 1.   | 25 d'octubre de 2004  | Estocolm, Suècia           | Dura (i)     | Fernando Verdasco  | Wayne Arthurs Paul Hanley              | 6−4, 6−4            |
| Finalista | 3.   | 18 d'abril de 2005    | Barcelona, Espanya         | Terra batuda | Rafael Nadal       | Leander Paes Nenad Zimonjić            | 3−6, 3−6            |
| Finalista | 4.   | 26 de febrer de 2011  | Dubai, Emirats Àrabs Units | Dura         | Jérémy Chardy      | Sergiy Stakhovsky Mikhaïl Iujni        | 6−4, 3−6, [3−10]    |
| Finalista | 5.   | 2 de març de 2014     | Acapulco, Mèxic            | Dura         | Max Mirnyi         | Kevin Anderson Matthew Ebden           | 3−6, 3−6            |
| Finalista | 6.   | 18 de maig de 2014    | Roma, Itàlia               | Terra batuda | Robin Haase        | Daniel Nestor Nenad Zimonjić           | 4−6, 6−7(2)         |
| Finalista | 7.   | 1 de novembre de 2015 | València (3)               | Dura (i)     | Max Mirnyi         | Eric Butorac Scott Lipsky              | 6−7(4), 3−6         |
| Guanyador | 2.   | 8 de gener de 2016    | Doha, Qatar                | Dura         | Marc López         | Philipp Petzschner Alexander Peya      | 6–4, 6–3            |
| Finalista | 8.   | 28 de febrer de 2016  | Dubai (2)                  | Dura         | Marc López         | Simone Bolelli Andreas Seppi           | 2−6, 6−3, [12−14]   |
| Guanyador | 3.   | 4 de juny de 2016     | Roland Garros, França      | Terra batuda | Marc López         | Bob Bryan Mike Bryan                   | 6−4, 6−7(6), 6−3    |
| Finalista | 9.   | 5 de març de 2017     | Acapulco (2)               | Dura         | John Isner         | Jamie Murray Bruno Soares              | 3−6, 3−6            |
| Finalista | 10.  | 23 d'abril de 2017    | Montecarlo, Mònaco         | Terra batuda | Marc López         | Rohan Bopanna Pablo Cuevas             | 3–6, 6–3, [4–10]    |
| Finalista | 11.  | 9 de setembre de 2017 | US Open, Estats Units      | Dura         | Marc López         | Jean-Julien Rojer Horia Tecău          | 4−6, 3−6            |
| Guanyador | 4.   | 29 d'abril de 2018    | Barcelona                  | Terra batuda | Marc López         | Aisam-ul-Haq Qureshi Jean-Julien Rojer | 7−6(5), 6−4         |
| Guanyador | 5.   | 23 de juny de 2019    | Londres, Regne Unit        | Gespa        | Andy Murray        | Rajeev Ram Joe Salisbury               | 7−6(6), 5−7, [10−5] |
| Guanyador | 6.   | 27 de febrer de 2022  | Acapulco                   | Dura         | Stéfanos Tsitsipàs | Marcelo Arévalo Jean-Julien Rojer      | 7−5, 6−4            |

### Equips: 5 (4−1)
| Resultat  | Núm. | Data                      | Torneig                              | Superfície       | Equip                                                                    | Oponents                                                             | Marcador |
| --------- | ---- | ------------------------- | ------------------------------------ | ---------------- | ------------------------------------------------------------------------ | -------------------------------------------------------------------- | -------- |
| Finalista | 1.   | 28−30 de novembre de 2003 | Copa Davis, Melbourne, Austràlia     | Gespa            | Àlex Corretja Juan Carlos Ferrero Carlos Moyà                            | Wayne Arthurs Lleyton Hewitt Mark Philippoussis Todd Woodbridge      | 1−3      |
| Guanyador | 1.   | 21−23 de novembre de 2008 | Copa Davis, Mar del Plata, Argentina | Dura (i)         | David Ferrer Marcel Granollers Fernando Verdasco                         | José Acasuso Agustín Calleri Juan Martín del Potro David Nalbandian  | 3−1      |
| Guanyador | 2.   | 4−6 de desembre de 2009   | Copa Davis, Barcelona, Espanya (2)   | Terra batuda (i) | David Ferrer Rafael Nadal Fernando Verdasco                              | Tomáš Berdych Lukas Dlouhy Jan Hajek Radek Štěpánek                  | 5−0      |
| Guanyador | 3.   | 2−4 de desembre de 2011   | Copa Davis, Sevilla, Espanya (3)     | Terra batuda (i) | David Ferrer Rafael Nadal Fernando Verdasco                              | Juan Martín del Potro Juan Mónaco David Nalbandian Eduardo Schwank   | 3−1      |
| Guanyador | 4.   | 20−24 de desembre de 2019 | Copa Davis, Madrid, Espanya (4)      | Dura (i)         | Roberto Bautista Agut Pablo Carreño Busta Marcel Granollers Rafael Nadal | Félix Auger-Aliassime Vasek Pospisil Brayden Schnur Denis Shapovalov | 2−0      |

## Trajectòria

### Individual
| Open d'Austràlia | A           | A           | 3R          | 1R    | 3R          | 3R          | 2R          | 2R    | 1R          | 3R          | 2R          | 4R    | 2R          | 3R          | 4R          | 3R    | 1R          | 1R          | 1R          | 1R          | 3R    | 1R | 0 / 20    | 24 − 20   |
| Roland Garros | 1R          | 2R          | 1R          | 4R    | 1R          | 1R          | 1R          | 1R    | 2R          | 1R          | 1R          | 1R    | 3R          | 2R          | 1R          | 3R    | 3R          | 1R          | 1R          | 1R          | 1R    | Q1 | 0 / 21    | 12 − 21   |
| Wimbledon | A           | 4R          | 4R          | 3R    | QF          | 1R          | 3R          | QF    | 1R          | 3R          | QF          | 1R    | 3R          | 4R          | 2R          | 3R    | 1R          | 2R          | 2R          | NC          | 1R    | 1R | 0 / 20    | 34 − 20   |
| US Open | A           | 2R          | 1R          | 3R    | 2R          | 2R          | 4R          | 1R    | 1R          | 4R          | 3R          | 3R    | 3R          | 3R          | QF          | 2R    | 3R          | 1R          | 3R          | 1R          | 1R    |    | 0 / 20    | 28 − 20   |
| Jocs Olímpics | No celebrat | No celebrat | No celebrat | 3R    | No celebrat | No celebrat | No celebrat | A     | No celebrat | No celebrat | No celebrat | 3R    | No celebrat | No celebrat | No celebrat | A     | No celebrat | No celebrat | No celebrat | No celebrat | A     | NC | 0 / 2     | 4 − 2     |
| Total Victòries−Derrotes                                                                                                   | 2−5         | 18−16       | 34−31       | 33−27 | 31−28       | 19−29       | 27−25       | 27−26 | 17−24       | 26−24       | 36−26       | 26−27 | 29−20       | 39−26       | 32−26       | 31−24 | 25−23       | 21−21       | 12−15       | 7−10        | 11−20 |    | 503 − 476 | 503 − 476 |
| Rànquing a final d'any | 159         | 62          | 28          | 25    | 34          | 81          | 35          | 31    | 47          | 32          | 20          | 40    | 28          | 14          | 17          | 28    | 36          | 64          | 62          | 64          | 106   |    |           |           |
| Llegenda: G: Guanyador; F: Finalista; SF: Semifinalista; QF: Quarts de final; Q: Qualificació; A: Absent; RR: Round Robin; |             |             |             |       |             |             |             |       |             |             |             |       |             |             |             |       |             |             |             |             |       |    |           |           |

### Dobles masculins
| Open d'Austràlia | 1R   | 2R    | 1R          | 2R          | A           | 3R    | QF          | 2R          | 2R          | A   | 1R          | 1R          | QF          | 2R    | 3R          | 2R          | 1R          | 1R          | A   | A  | 0 / 16    | 15 − 16   |
| Roland Garros | 3R   | 1R    | 1R          | 1R          | 2R          | A     | 1R          | A           | 2R          | A   | 3R          | 3R          | 2R          | G     | 1R          | SF          | 2R          | 3R          | A   | 3R | 1 / 15    | 24 − 14   |
| Wimbledon | 1R   | 2R    | 2R          | A           | A           | 3R    | A           | A           | A           | A   | A           | 2R          | A           | A     | 1R          | A           | 2R          | NC          | 1R  | 1R | 0 / 7     | 6 − 7     |
| US Open | 3R   | QF    | 3R          | 1R          | 2R          | QF    | A           | 1R          | A           | A   | 2R          | 1R          | 1R          | SF    | F           | 2R          | 2R          | A           | A   | 2R | 0 / 15    | 23 − 15   |
| Jocs Olímpics | NC   | 1R    | No celebrat | No celebrat | No celebrat | A     | No celebrat | No celebrat | No celebrat | 4t  | No celebrat | No celebrat | No celebrat | A     | No celebrat | No celebrat | No celebrat | No celebrat | A   | NC | 0 / 2     | 3 − 3     |
| Total Victòries−Derrotes                                                                                                   | 7−16 | 22−19 | 14−16       | 8−18        | 6−11        | 19−20 | 12−13       | 9−15        | 7−16        | 7−9 | 5−10        | 15−17       | 22−19       | 28−20 | 19−22       | 21−22       | 17−13       | 5−5         | 2−6 |    | 256 − 296 | 256 − 296 |
| Rànquing a final d'any | 89   | 40    | 64          | 129         | 206         | 42    | 78          | 101         | 131         | 178 | 132         | 52          | 35          | 11    | 24          | 32          | 55          | 64          | 125 |    |           |           |
| Llegenda: G: Guanyador; F: Finalista; SF: Semifinalista; QF: Quarts de final; Q: Qualificació; A: Absent; RR: Round Robin; |      |       |             |             |             |       |             |             |             |     |             |             |             |       |             |             |             |             |     |    |           |           |